# Pierre Grimblat
Pour les articles homonymes, voir Grinblat.
Pierre Grimblat est un scénariste, acteur, producteur, publicitaire et réalisateur français, né Grinblatt (changement de nom le 08/01/1969) le 8 juillet 1922 à Paris où il est mort le 3 juin 2016.
Il a créé de nombreuses séries télévisées à succès telles que Navarro avec Roger Hanin, Le Tuteur avec Roland Magdane, ou encore L'Instit avec Gérard Klein.

## Biographie
Fils unique d'immigrés juifs, il se déclare issu d'un milieu populaire.
« Le petit juif de la rue Saint-Maur », comme il aime à se qualifier lui-même, naît au 116 de la rue Saint-Maur, Paris 11e, le 8 juillet 1922.
Son père Benjamin, électricien, est originaire de Pologne au moment où celle-ci était russe. Sa mère Salomé alias Simone est née à Vienne (Autriche). Ils tiennent un commerce de disques et d’électricité dans ce 11e arrondissement de Paris
Pendant la Seconde Guerre mondiale, en 1942, il est caché dans un premier temps, à Luchon, dans une famille française.
S'il n’a jamais été inquiété en tant que juif, il est interné pour faits de Résistance. Il doit son arrestation, en 1943, à son inconscience : « J’avais une valise pleine d’armes et de faux papiers et je suis allé demander un autographe à mon idole de l’époque Georges Ulmer, promenade des Anglais ! La milice m’est tombée dessus. Il y a toujours en moi un mélange de frivolité et d’héroïsme ! ». Jugé et condamné à mort à Nice par le tribunal de la Milice, passant 92 jours en cellule, il y écrit ses premiers poèmes. Il est libéré par les Italiens lors de leur reddition à l'armée américaine.
En 1946, de retour à Paris, il récite ses poèmes aux terrasses et dans les caves de Saint-Germain-des-Près. En 1947, il est remarqué par Boris Vian et Raymond Queneau en déclamant ses propres poèmes dans la rue, à Saint-Germain-des-Prés. Puis il entre à la radio et devient l'assistant de Francis Blanche. En 1948, sa première œuvre écrite, réalisée et diffusée : Monsieur Gershwin, s'il vous plait, raconte la vie et l'œuvre de George Gershwin avec Michel Legrand dans le rôle du jeune Gershwin, pour la radio, puis la télévision. En 1950, la RTF le sélectionne pour un stage de six mois à la NBC à New York. En 1951, malgré le contrat proposé par la NBC, il revient à Paris, à la RTF, où il écrit, présente et réalise jusqu'à treize émissions par semaine (radio et télévision), dont la célèbre Avant-Première, une fête hebdomadaire de la création française dans tous les domaines qui durera 12 ans. En 1966, parallèlement à ses activités à l'ORTF, Marcel Bleustein-Blanchet créé pour lui le Bureau des idées de Publicis (il y crée des campagnes publicitaires pendant dix ans) et Jacques Canetti lui confie la direction artistique des disques Philips (département : vedettes de la chanson). Il obtient deux Grands Prix du disque. En 1969, il fonde Hamster Films, sa maison de production pour la télévision, le cinéma et les films publicitaires avec la CLT (Luxembourg). Entre 1969 et 1997, Hamster produira plus de 500 films, diffusant la création française dans le monde entier. Le groupe audiovisuel américain ABC devient son actionnaire principal. Hamster Films devient le n° 1 de la production européenne de fictions. En 1995, il est élu Producteur de l'année par la Procirep. En 1996, il est élu International Man of the Year au MIPCOM TV à Cannes. En 1997, il cède Hamster au groupe AB pour revenir à l'écriture et à la réalisation. En 2003, il revient à la télévision pour créer la série Le Tuteur, leader de l'audience annuelle des téléfilms de France 2 dès sa première diffusion, le 12 mars 2003. Elle obtient le Grand Prix de la Série au Festival du film de télévision de Luchon 2004.
Sa dernière épouse est Elizabeth Royer-Grimblat, galeriste traquant les œuvres spoliées pendant l'Occupation.

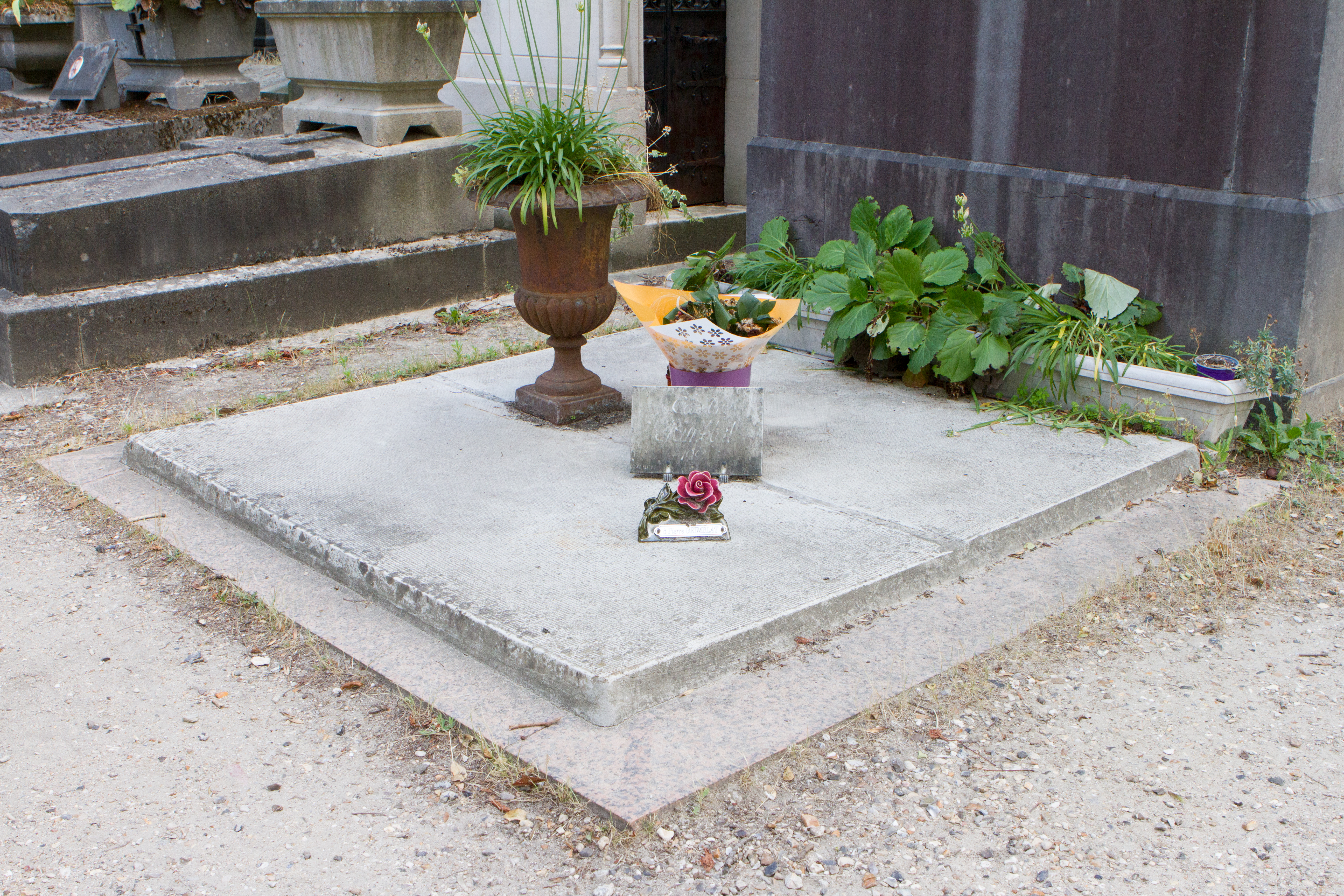
Tombe de Pierre Grimblat au cimetière du Père-Lachaise (division 85).

Il a été marié 5 fois. De ses mariages et nombreuses liaisons féminines, il a plusieurs enfants, entre autres Jean-Jacques Grimblat (28 novembre 1946 - 2015), publicitaire, producteur et même parfois acteur, mort d'un cancer le 10 octobre 2015 à l'âge de 58 ans. Son dernier enfant, Mitomi Tokoto, fils qu'il a eu avec Kuniko, un ancien mannequin japonais, est un DJ star qu'il appelle le « David Guetta de l'Extrême-Orient ».
Il est élevé au grade d'officier de la Légion d'honneur le 17 décembre 2012 par Jean-Jacques Aillagon.
Il est élevé au grade d'officier dans l'ordre national du Mérite le 16 avril 2003.
Pierre Grimblat meurt le 3 juin 2016 dans le 7e arrondissement de Paris.

## Distinctions
- Officier de la Légion d'honneur
- Officier de l'ordre national du Mérite

## Publications
- Autodidarque : [poèmes] : précédé de Le violon sur le toit (entretien avec Florent Georgesco), Gérard Mordillat (préface), Bernard Quentin (frontispice), Léo Scheer, 2006  (ISBN 2-7561-0037-4)
- Recherche jeune homme aimant cinéma : souvenirs, Grasset, 2008  (ISBN 978-2-246-71551-1)
- Me faire ça à moi ! : roman, Michel de Maule, 2010  (ISBN 978-2-87623-262-4)
- Mes vies de A à Z, préface de Gérard Mordillat, Paris, Chiflet & Cie, 2013,  (ISBN 9782351641859).

## Filmographie

### Court métrage - réalisation
- 1958 : Arrestation d'un tireur des toits, d'après Notre-Dame-des-Fleurs de Jean Genet

### Longs métrages - scénario et réalisation
- 1961 : Me faire ça à moi écrit avec l'aide de François Truffaut, avec Eddie Constantine, Rita Cadillac, Henri Cogan et Bernadette Lafont, sélectionné pour les Directors Guild of America Award
- 1962 : L'Empire de la nuit coscénariste Frédéric Dard, avec Eddie Constantine, Elga Andersen et Guy Bedos,
- 1964 : Les Amoureux du France coréalisateur et coscénariste François Reichenbach, dialoguiste Michel Cournot, avec Marie-France Pisier, Catherine Rouvel, Henri Garcin et Olivier Despax
- 1965 : Cent briques et des tuiles, d'après le roman de Clarence Weff également coscénariste.
- 1969 : Slogan coscénariste Francis Girod, avec Serge Gainsbourg, Jane Birkin et Juliet Berto, qui marquera la rencontre entre Serge Gainsbourg et Jane Birkin
- 1974 : Dites-le avec des fleurs (Diselo con flores), coscénariste Tonino Guerra, avec Delphine Seyrig, Fernando Rey et John Moulder-Brown
- 2001 : Lisa coscénariste Gérard Mordillat, avec Marion Cotillard, Benoît Magimel, Jeanne Moreau, Michel Jonasz et Sagamore Stévenin

### Principales créations, réalisations et productions télévisées
- 1976 : Milady d'après la nouvelle éponyme de Paul Morand, réalisé par François Leterrier, avec Jacques Dufilho
- 1977 : Emmenez-moi au Ritz réalisé par Pierre Grimblat sur un scénario de Frédéric Dard
- 1981 : Le Voleur d'enfants d'après le roman éponyme de Jules Supervielle, réalisé par François Leterrier, avec Sami Frey
- 1984-1989 : Série Noire, Collection de 38 films
- 1986 : L'Ami Maupassant - Collection dirigée par Claude Santelli
- 1986-1989 : Série rose - Collection
- 1987-1988 : L'Heure Simenon - Collection
- 1989-1990 : Super Polar sur La Cinq - Collection
- 1989-2007 : Navarro avec Roger Hanin - Série : 108 épisodes sur 18 saisons
- 1990 : L'Ami Giono - Collection
- 1990 : Les Ritals d'après le livre éponyme de François Cavanna, réalisé par Marcel Bluwal, Prix Italia 1991, Prix international du film d'histoire de Rueil-Malmaison 1991, 7 d'or 1991 du meilleur réalisateur de fiction pour Marcel Bluwal, 7 d'or 1991 du meilleur décor pour François Courtin
- 1992 : Les Cœurs brûlés réalisé par Jean Sagols, avec Mireille Darc - Saga de l'été
- 1993-2004 : L'Instit avec Gérard Klein - Série
- 1993 : Le Château des oliviers adaptation et scénario de Frédérique Hébrard d'après son roman éponyme, réalisé par Nicolas Gessner, avec Brigitte Fossey - Saga de l'été
- 1994 : L'Amour est un jeu d'enfant avec Richard Bohringer, Isabel Otero et Robinson Stévenin
- 1996 : Les Allumettes suédoises d'après les romans éponymes de Robert Sabatier, réalisé par Jacques Ertaud
- 1996-2005 : Quai numéro un avec Sophie Duez et Olivier Marchal
- 2003-2008 : Le Tuteur avec Roland Magdane et Jean-Marie Juan

Et plus de vingt collections et deux cents films unitaires.

### Acteur
- 2010 : Tournée de Mathieu Amalric - Chapuis